# دوبرسدورف
دوبرسدورف (به آلمانی: Dobersdorf) یک شهر در آلمان است که در Plön (District) واقع شده‌است. دوبرسدورف ۱٬۱۹۵ نفر جمعیت دارد.